# Atelerix frontalis
Espèce
Statut de conservation UICN

 LC  : Préoccupation mineure
Statut CITES
Le Hérisson d'Afrique du Sud (Atelerix frontalis), appelé aussi Hérisson sud-africain, Hérisson d'Afrique australe ou encore Hérisson du Cap, est une espèce de hérissons de la famille des Erinaceidae.

## Liste des sous-espèces
Selon MSW :
- sous-espèce Atelerix frontalis angolae
- sous-espèce Atelerix frontalis frontalis

### Bases de référence
- (en) Mammal Species of the World (3e  éd., 2005) : Atelerix frontalis  A. Smith, 1831
- (en) Catalogue of Life : Atelerix frontalis (A. Smith, 1831) (consulté le 18 décembre 2020)
- (fr + en) ITIS : Atelerix frontalis  (A. Smith, 1831)
- (en) Animal Diversity Web : Atelerix frontalis
- (en) UICN : espèce Atelerix frontalis (A.Smith, 1831) (consulté le 13 mai 2015)
- (fr + en) CITES : espèce Atelerix frontalis A. Smith, 1831  (+ répartition) (sur le site de l’UNEP-WCMC)

### Autres liens externes
- (en) Hedghaog - Atelerix frontalis sur Wildlife Safari